# Damnonis
Els damnonis (llatí Damnonii) foren un poble celta d'Escòcia que esmenta Claudi Ptolemeu. Es coneixen els pobles de la vora: al sud-oest tenien els Selgoves; al nord-oest als Novantes (que tenien quatre ciutats principals: Carbantorigum, Uxelum, Corda i Trimontium); al nord els Gadenis; al sud els Votadins (amb les ciutats de Curia i Bremenium); i al nord-est tenien als Epidis. Ptolemeu els esmenta també com a Damnonis.
Les principals ciutats dels damnis foren Colania, Vanduaria, Coria, Alauna, Lindum i Victoria. El nom de damnonis apareix a una inscripció a Carvoran (una estació al Vallum, esmentada com Magna a Notitia Imperium) on s'esmenta una Civitas Dumni i una Civitas Dumnoni, sens dubte la mateixa.